# کویرس
کویرس (به عربی: کویرس) یک روستا در سوریه است که در ناحیه مرکزی معره‌النعمان واقع شده‌است. کویرس ۲۱۷ نفر جمعیت دارد.